# Kumulativní četnost
Kumulativní četnost je postupně načítaná četnost jednotlivých vzestupně uspořádaných hodnot statistického znaku ve statistickém souboru.

## Absolutní a relativní hodnota kumulativní četnosti
V případě, že náš sledovaný statistický znak nabývá mnoha různých hodnot, potom si je můžeme rozdělit do několika intervalů, kterým říkáme třídy. Počet tříd udává Sturgesovo pravidlo. V případě, že statistický znak je omezená množina jako v níže uvedeném příkladu, potom její hodnoty mohou být přímo třídami. Absolutní hodnota četnosti vyjadřuje kolikrát se daná hodnota znaku z našeho statistického souboru v každé třídě vyskytuje.  Absolutní hodnota kumulativní četnosti je potom součtem všech hodnot všech absolutních četností sledované třídy a všech nižších tříd.
Relativní hodnota kumulativní četnosti je potom přepočtena na počet prvků souboru. Udává se obvykle v procentech.

## Příklad
Mějme školní třídu 16 žáků a jejich známky z matematiky. V terminologii statistiky máme statistický soubor o rozsahu 16 statistických jednotek. Statistický znak který u našich jednotek sledujeme je jejich známka z matematiky. Spočteme kolik žáků má kterou známku, vyjádřili jsme četnost výskytu známek.
Absolutní kumulativní četnost – výpočet a vyjádření v grafu.

## Praktické použití
Kumulativní četnost se spolu s dalšími statistickými metodami používá v mnoha oborech lidské činnosti. Příkladem může být biomedicínský výzkum, nebo při řízení kvality v Paretově diagramu.